# Morro da Ponta Grossa

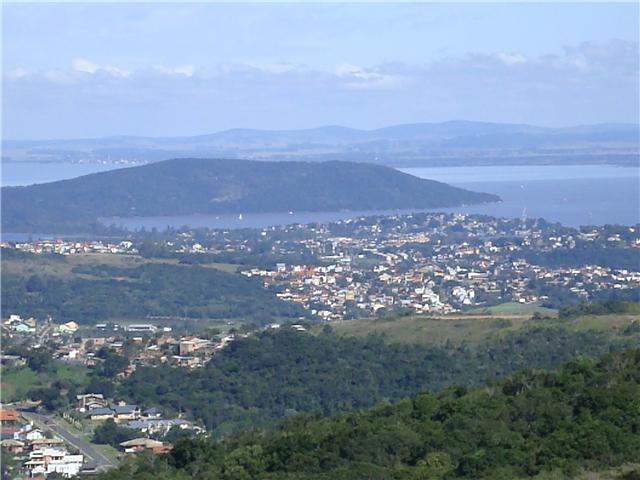
O Morro da Ponta Grossa visto do Santuário de Nossa Senhora Madre de Deus.

O Morro da Ponta Grossa é um morro localizado na cidade brasileira de Porto Alegre, capital do Rio Grande do Sul. É margeado por duas praias: a Praia da Ponta Grossa ao sul e a praia do Tranquilo ao norte.
Com uma altitude de 145 metros e cercado pelas águas do lago Guaíba, o morro dá nome ao seu respectivo bairro. Recebeu este nome ainda no século XVIII, sendo citado no diário de expedição de Gomes Freire de Andrade e em um mapa de José Custódio de Sá e Faria, datados respectivamente de 1754 e de 1763. Além disso, pesquisas arqueológicas já constataram a existência de um sítio pré-histórico de ocupação guarani na área do morro.

## Baleias da Ponta Grossa
A cerca de 600 metros do Morro, a oeste, situam-se formações rochosas aglomeradas em pleno Guaíba, conhecidas popularmente por navegadores como "Baleias da Ponta Grossa".

## Sub-bacias hidrográficas
O Morro da Ponta Grossa abriga duas sub-bacias hidrográficas, que compõem a Bacia Hidrográfica do Lago Guaíba. São elas: Ponta Grossa Norte e Ponta Grossa Sul, cujas águas desembocam na orla norte e sul do morro, respectivamente.

## Galeria

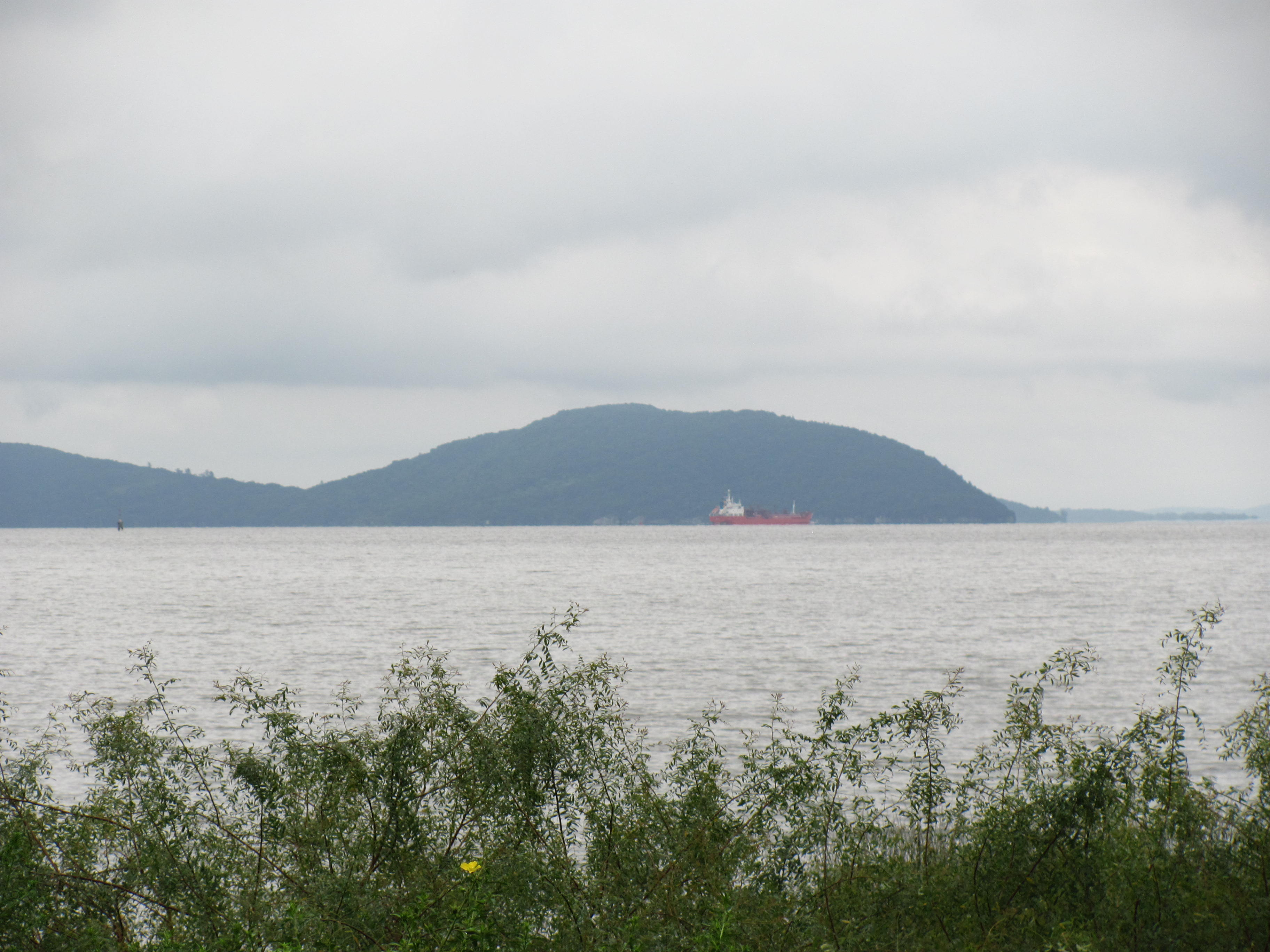
O morro visto a partir do município de Guaíba.
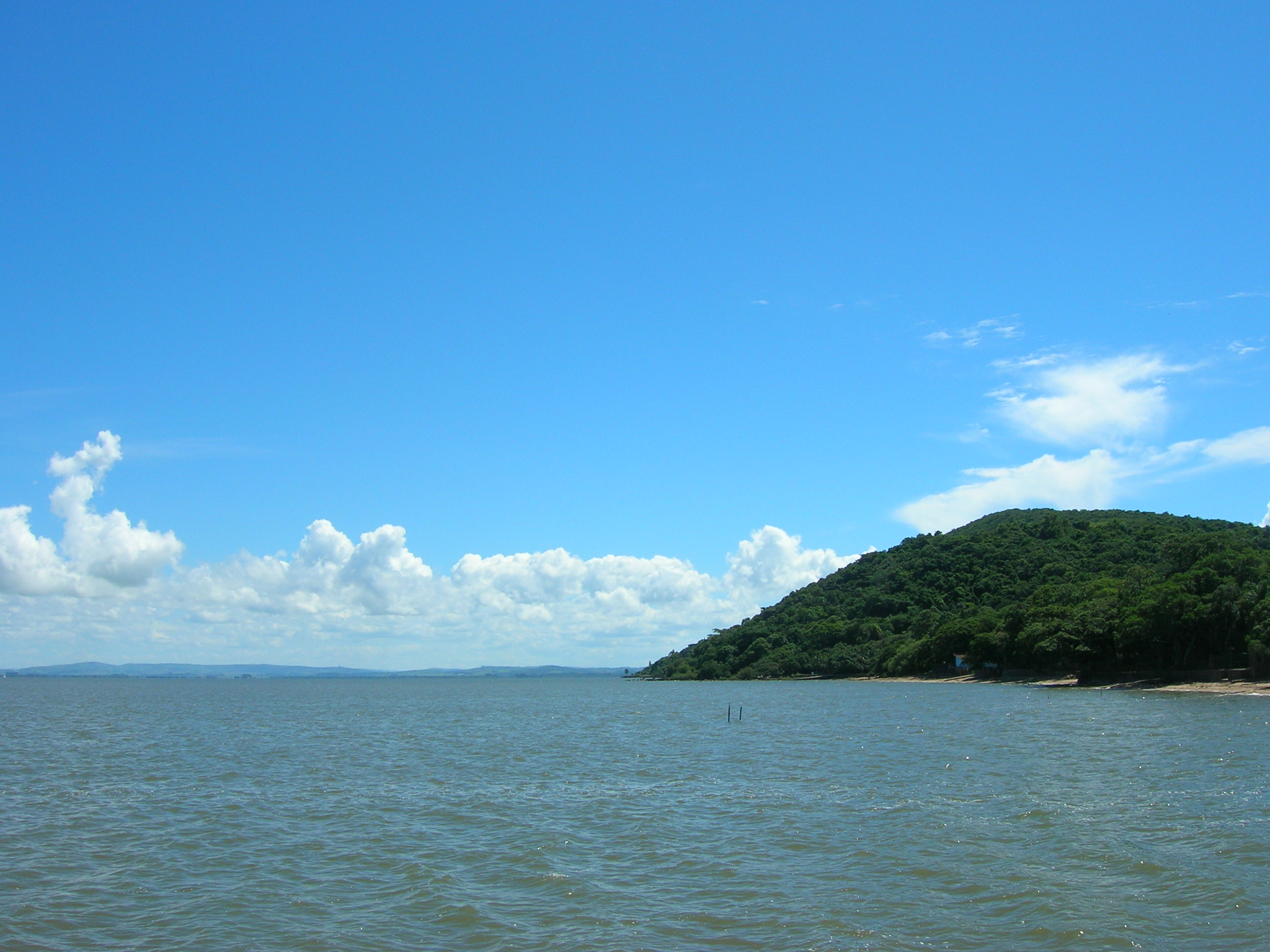
O morro visto de sua enseada sul.